# Liban na Mistrzostwach Świata w Lekkoatletyce 2015
Liban na Mistrzostwach Świata w Lekkoatletyce 2015 – reprezentacja Libanu podczas Mistrzostw Świata w Pekinie liczyła 1 zawodniczkę, która nie zdobyła medalu.

## Występy reprezentantów Libanu
| Konkurencja          | Zawodniczka  | Runda 1  | Runda 1 | Półfinał | Półfinał | Finał    | Finał   |
| Konkurencja          | Zawodniczka  | Rezultat | Pozycja | Rezultat | Pozycja  | Rezultat | Pozycja |
| -------------------- | ------------ | -------- | ------- | -------- | -------- | -------- | ------- |
| Bieg na 100 m kobiet | Aziza Sbaity | 11,98    | 44.     | NQ       | NQ       | NQ       | NQ      |